# Качан Андрій Пилипович
Андрій Пилипович Качан (*28 листопада 1887, Оріхів — †25 лютого 1962, Мюнхен) — військовий і громадський діяч, сотник Армії УНР.

## Життєпис
Народився 28 листопада 1887 року в місті Оріхів на Таврії. Курсовий старшина Першої Української Старшинської школи у Києві в 1917 році. Активний учасник Перших Визвольних змагань в лавах 3-ї Залізної Дивізії Армії УНР. Довголітній член Союзу Українських Ветеранів в Німеччині. Диригент церковного хору в Українській православній церкві в Мюнхені.
Останні роки доживав в старечому будинку в Мюнхені на вулиці Остервальдштрассе 25.
Помер 25 лютого 1962 року.
Похований на цвинтарі Вальдфрідгоф 28 лютого 1962 року о 14:30 годині.